# Jan van Ruysbroeck

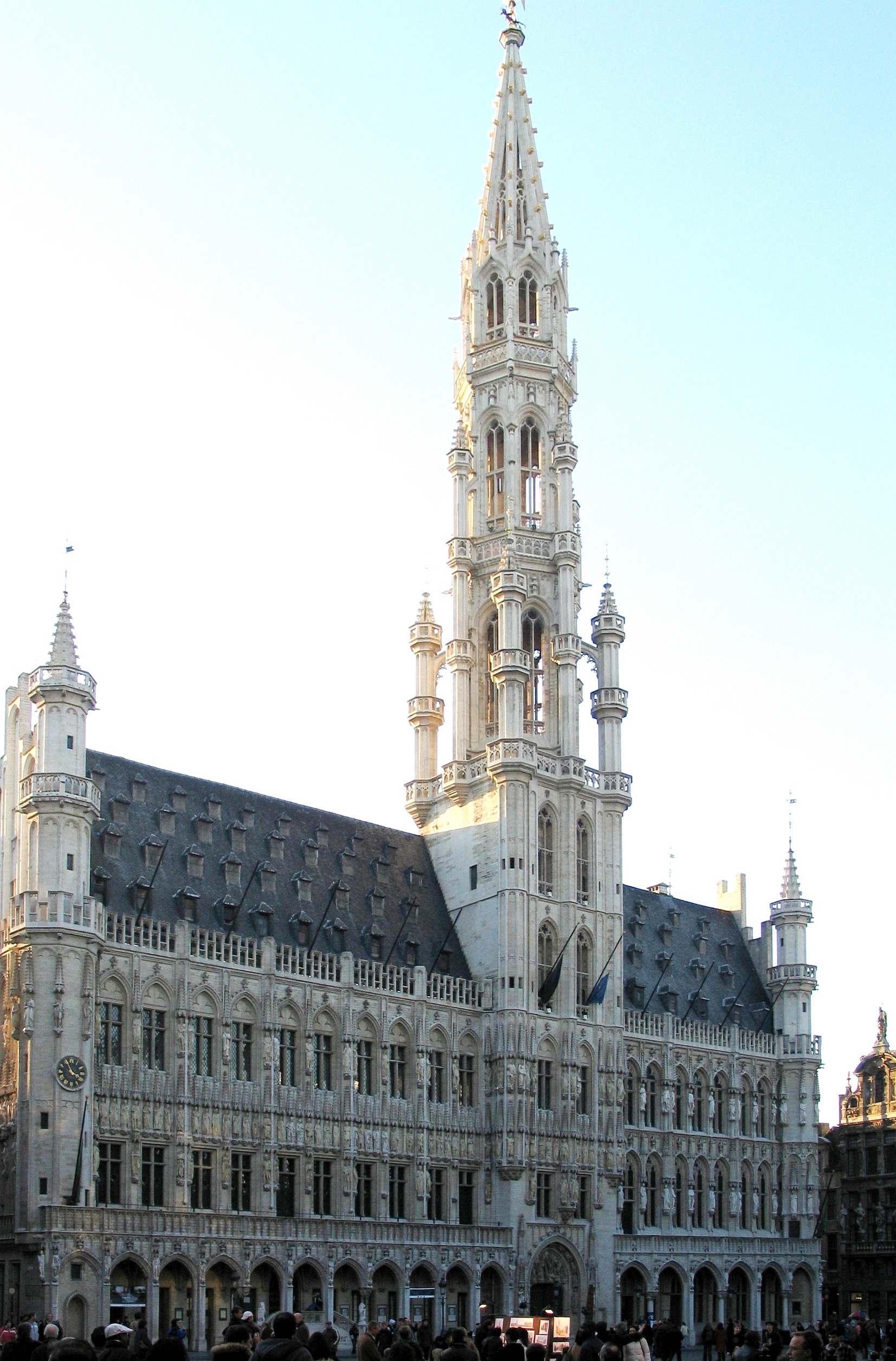
Rathaus von Brüssel

Jan van Ruysbroeck (auch Jan van den Berghe) war ein flämischer Architekt des 15. Jahrhunderts. Sein genaues Geburts- und Sterbedatum sind unbekannt; als sein Todesjahr gilt mittlerweile 1485 (oder 1486).

## Werk
Sein bekanntestes Werk ist der Belfried des Rathauses von Brüssel; dieses gilt als eines der Meisterwerke mittelalterlicher weltlicher Baukunst. Es wurde im Jahr 1402 durch Jacob van Tienen entworfen. Ruysbroecks Turm wurde zwischen 1444 und 1463 hinzugefügt. Ein weiteres seiner Meisterwerke ist die durchbrochene Turmspitze der St.-Geertrui-Kirche in Löwen (fertiggestellt 1453), die er aus Naturstein ohne die Verwendung eines einzigen Befestigungsnagels baute, und deren filigrane Steinstreben den Betrachter durch den Turm hindurchsehen lassen.
Zu seinen weiteren Werken gehören:
- der Brunnen im Liebfrauenhospital in Oudenaarde (1443–1445)
- ein Teil der Stiftskirche St. Peter und Guido in Anderlecht (1479–1485)
- vermutlich der Turm der Kathedrale Kathedrale St. Michael und St. Gudula in Brüssel (1470–1485)